# 刘炳森
刘炳森（1937年8月17日—2005年2月15日），字树庵，号海村，幼年自号刘五先生，斋名瑞德草堂、观澜精舍等，男，天津武清人，生于上海，中国书法家、畫家，曾任全国青联常委，中日友好二十一世纪委员会委员，中国文联副主席、中华海外联谊会副会长、中国佛教协会副会长、中国书法家协会副主席。第七届全国政协委员、第八、九、十届全国政协常务委员。

## 生平
1937年8月17日刘炳森出生于上海，祖籍天津武清。其母为他的启蒙老师，自小严格临帖学书；又受教于杨寿山、崔介甫，11岁时便已有名声，19岁时被中国书法研究社吸收为该社最年轻的社员。其父为刘凤庭，其幼年在北京哈德门外的穆德小学就学半年，后因父亡回到天津武清县大良镇海自洼村，1958年由天津市第三中学考入北京艺术学院。
1962年夏毕业于北京艺术学院美术系中国画山水科，同年秋到北京故宫博物院从事古代书法绘画的临摹复制和研究工作直至其逝世。刘炳森初任文物修复厂助理技术员、技术员，继任研究室助理研究员、副研究馆员，1993年任研究馆员，期间主持接受了日本书法家原田观峰和中国书法家董寿平的书画作品捐赠，赠与董寿平的《故宫博物院收藏证书》由刘炳森书写。1994年后享受国务院政府特殊津贴。其文化大革命期间曾被下放到湖北咸宁文化部五七干校。
刘炳森致力于中日的书画艺术文化交流，曾30余次出访日本。为便于交流其49岁起开始学习日语。1990年5月获日本“富士美术奖”。1991年任中国书法家协会副主席，2001年当选中国文联副主席。2002年赴台湾访问。2003年9月被选为中国海外联谊会副会长。
2005年2月15日，刘炳森于北京逝世，享年68歲。后葬于北京八宝山革命公墓。其病时与逝世后受到胡錦濤、吳邦國、溫家寶、賈慶林、曾慶紅等中华人民共和国國家领导人的慰问。

## 社會任職
劉炳森為中國人民政治協商會議全國委員會第七屆委員，第八、九、十屆常務委員，中國文聯副主席，中華海外聯誼會副會長，中國佛教協會副會長，中國書法家協會副主席，故宮博物院研究館員，中国书画函授大学特聘教授，新加坡中华书学协会评议员，日本自扇书道会顾问，中日友好协会理事，中日友好21世纪委员会委员。曾以无党派代表的身份被邀请列席中国共产党第十五次全国代表大会。

## 成就

### 艺术成就

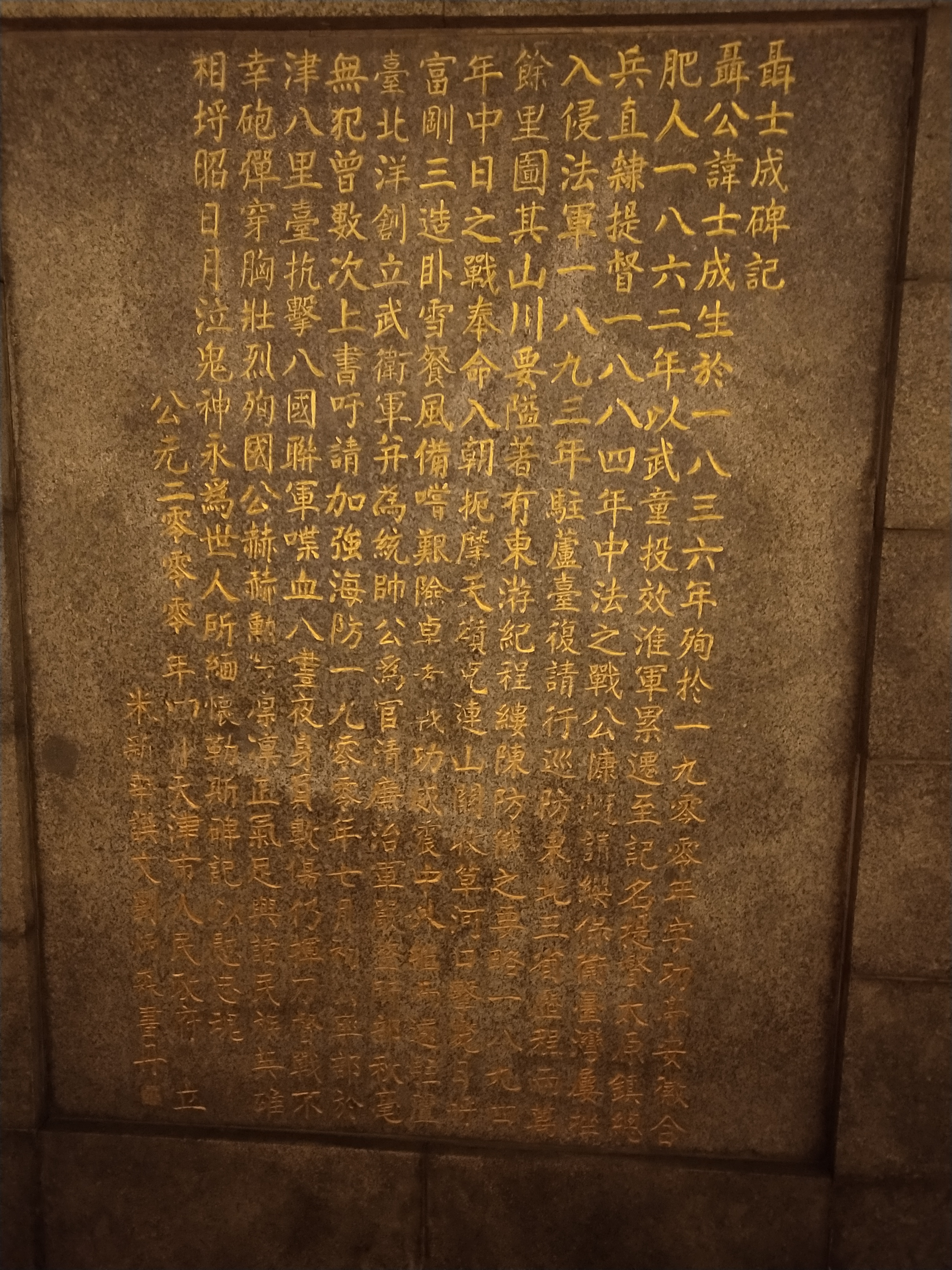
位于天津市的聂士成殉难纪念碑的碑记铭文，由刘炳森书丹

刘炳森在故宫博物院工作43年，在中国书法、中国画、古代书法和绘画的临摹复制与修复等方面造诣较深，成绩显著。其早年在修复厂从事古书画临摹复制的工作，曾复制长沙马王堆西汉擘画，宋朝《巴船下峡图》、《山腰楼观图》等。同时还创作山水画，如《双潭烟霭图》、《建明秋色图》、《龙潭秋瀑图》。后刘将精力转到书法创作和研究上，尤擅隶书、楷书，其隶书形成了独树一帜的新风格，被称为“刘体隶书”、“炳森体”。他的楷书宗法颜真卿，尤得益于《颜勤礼碑》，凝重稳健，以写碑著称。其也学行草，师从何二水。
20世纪80年代初，刘炳森为上海印刷技术研究所书写照相排字机用的中国现行汉字隶书字样6700余字，后录入电脑字库，即「华文隶书」字体。这种字体应用广泛，中国民生银行、北京银行等均有使用。

### 社会活动

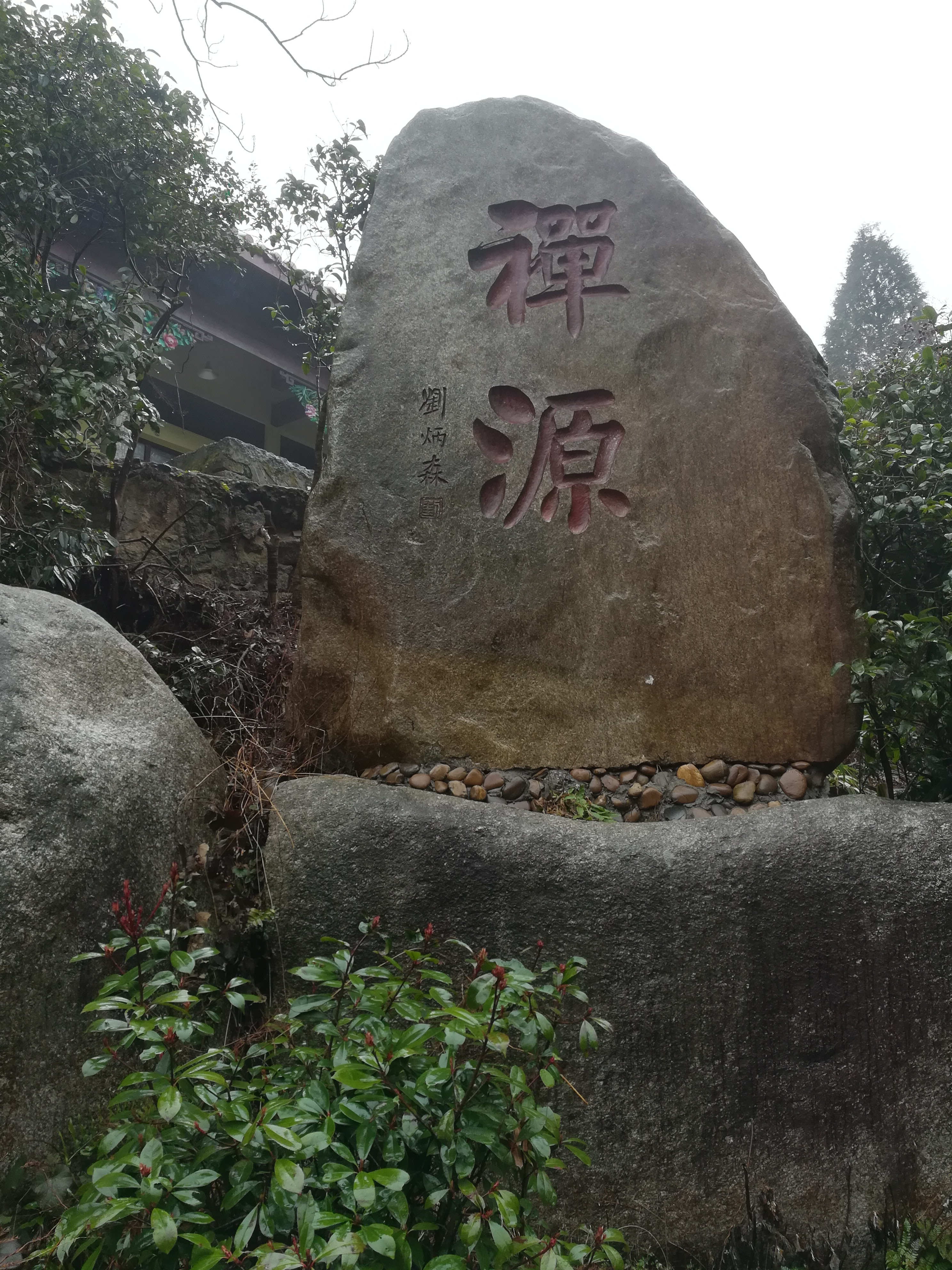
位于传法院旁的“禅源”石刻，由刘炳森题写

刘炳森注重书法与绘画等艺术上的文化交流，曾出访北美、西欧和南亚等地的国家；又三十余次东渡日本，几乎走遍了日本列岛，增进了中日两国的文化艺术交流。在海内外有一定影响。
刘炳森多次为灾区、希望工程、慈善机构捐资助学。安徽、河北遭受水灾时，他分别捐资3.75万元和1万元；为北京慈善协会捐资2万元；又先后在其家乡武清为希望工程和修桥建设奉献资金累计达130万元。 　　
刘炳森与佛教人士亦多有往来，其曾为台湾中台禅寺的惟觉法师书写《金刚般若波罗蜜心经》。又为北京广济寺、趙縣柏林禅寺、南京古栖霞寺题写联语。其主张在家乡杨村恢复明朝时的报成寺道场。

### 其它
刘炳森就学时曾学习乐器，能演奏洞箫、二胡、口琴、风琴等；又擅运动，其在读大学时竞走、长跑及篮球三项运动达到国家三级运动员的标准。

## 著作
出版有《鲁迅诗歌选》、《明北京城城墙遗迹维修记》等隶书字帖，《刘炳森楷书千字文》、《刘炳森隶书千字》、《刘炳森隶书板桥道情》、《刘炳森选编勤礼碑字帖》、《刘炳森主编中国书法艺术》、《刘炳森主编中国隶书名帖精华》等，著有散文集《紫垣秋草》，编有《选字放大北魏刁遵墓志》等，其作品曾在日本、新加坡等地展览，发行总量近300万册。